# Silver Lake (Wisconsin)
Silver Lake és una població dels Estats Units a l'estat de Wisconsin. Segons el cens del 2000 tenia 2.341 habitants.

## Demografia
Segons el cens del 2000, Silver Lake tenia 2.341 habitants, 876 habitatges, i 613 famílies. La densitat de població era de 590,8 habitants per km².
Dels 876 habitatges en un 40,1% hi vivien nens de menys de 18 anys, en un 54% hi vivien parelles casades, en un 11,3% dones solteres, i en un 30% no eren unitats familiars. En el 23,9% dels habitatges hi vivien persones soles el 9,4% de les quals corresponia a persones de 65 anys o més que vivien soles. El nombre mitjà de persones vivint en cada habitatge era de 2,67 i el nombre mitjà de persones que vivien en cada família era de 3,21.
Per edats la població es repartia de la següent manera: un 30,5% tenia menys de 18 anys, un 6,1% entre 18 i 24, un 32,5% entre 25 i 44, un 20,8% de 45 a 60 i un 10,1% 65 anys o més.
L'edat mediana era de 35 anys. Per cada 100 dones de 18 o més anys hi havia 95,1 homes.
La renda mediana per habitatge era de 50.431 $ i la renda mediana per família de 59.844 $. Els homes tenien una renda mediana de 43.879 $ mentre que les dones 26.719 $. La renda per capita de la població era de 20.757 $. Aproximadament el 2,4% de les famílies i el 4,9% de la població estaven per davall del llindar de pobresa.

## Poblacions més properes
El següent diagrama mostra les poblacions més properes.